# Resolució 310 del Consell de Seguretat de les Nacions Unides
La Resolució 310 del Consell de Seguretat de les Nacions Unides, aprovada per unanimitat el 4 de febrer de 1972, després de reafirmar les resolucions anteriors sobre el tema, el Consell va condemnar enèrgicament les mesures repressives contra els treballadors africans a Namíbia i va instar a totes les nacions i corporacions que operin a Namíbia a utilitzar els mitjans disponibles per assegurar que les operacions s'ajustin a la Declaració Universal dels Drets Humans.
El Consell va acabar amb la condemna a Sud-àfrica per la continuació de la presència de les forces policials i militars i va decidir que si Sud-àfrica no complia la present resolució, es reunirà immediatament per decidir els passos i mesures efectives per aplicar-lo i demanar al secretari general de les Nacions Unides l'informe quan més tard el 31 de juliol.
La resolució va ser aprovada per 13 vots; França i el Regne Unit es van abstenir de votar.